# Gougouni
Gougouni jsou tři až pět centimetrů vysoké hrací figurky vyráběné katalánskou firmou Magic Box International. Jednotlivé figurky se liší tvarem i barvou a jsou určené pro různé hry, při kterých se hází a nebo třeba cvrnkají podobně jako kuličky.
Gougouni jsou vyráběni od poloviny devadesátých let 20. století. Velké popularity dosáhly právě koncem 90. let, kdy se v Kanadě a Spojených státech amerických dostaly k dětem milióny balíčků. Značného rozšíření dosáhly nejen díky prodeji, ale také díky partnerství s různými firmami, které je přidávaly ke svým výrobkům. Například řetězec rychlého občerstvení McDonald's je přidával ke svým dětským menu Happy Meal. V České republice začal podobným způsobem Gougouny používat od února 2013 obchodní řetězec Albert.